# Jeremy Leven
Jeremy Leven (South Bend, 16 agosto 1941) è uno sceneggiatore, regista e scrittore statunitense.

## Biografia
Ha studiato alla Harvard University, alla University of Connecticut e alla Yale University. Nel 1982 pubblica il suo primo romanzo Creator, che tre anni più tardi diventa un film con Peter O'Toole Dr. Creator, specialista in miracoli. Il suo secondo romanzo si intitola Satan: His Psychotherapy and Cure by the Unfortunate Dr. Kassler, J.S.P.S., che nel 2002 è diventato Crazy as Hell, film di e con Eriq La Salle.
Nel 1995 debutta alla regia cinematografica con Don Juan De Marco - Maestro d'amore, e in seguito scrive le sceneggiature di film come La leggenda di Bagger Vance, Alex & Emma, Le pagine della nostra vita.

## Filmografia

### Sceneggiatore
- Dr. Creator, specialista in miracoli (Creator, 1985)
- Playing for Keeps (1986)
- Don Juan De Marco - Maestro d'amore (Don Juan DeMarco, 1995)
- La leggenda di Bagger Vance (The Legend of Bagger Vance, 2000)
- Crazy as Hell (2002)
- Alex & Emma (2003)
- Le pagine della nostra vita (The Notebook, 2005)
- La custode di mia sorella (My Sister's Keeper, 2009)
- Real Steel (2011)

### Regista
- Don Juan De Marco - Maestro d'amore (Don Juan DeMarco, 1995)

## Opere
- Creator
- Satan: His Psychotherapy and Cure by the Unfortunate Dr. Kassler, J.S.P.S.
- Say Chic: A Collection of French Words We Can't Live Without - scritto con Françoise Blanchard.